# Aleksandr Podrabinek
Aleksandr Pinchosovič Podrabinek (in russo: Алекса́ндр Пи́нхосович Подраби́нек; Ėlektrostal', 8 agosto 1953) è un giornalista, attivista e commentatore russo, precedente sovietico, noto per la sua dissidenza politica e militanza per i diritti umani in Russia.
Durante il periodo sovietico venne esiliato e poi imprigionato in una colonia di lavoro correttivo (le carceri o campi di lavoro che presero il posto dei gulag) per la pubblicazione del suo libro "Medicina punitiva" in russo e in inglese, in cui prendeva posizione contro l'utilizzo della psichiatria a fini politici in Unione Sovietica.
Nel 1987, mentre era ancora costretto a vivere fuori Mosca a causa dell'esilio interno, Podrabinek divenne il fondatore e caporedattore del settimanale "Express Chronicle". Negli anni '90 ha fondato e diretto l'agenzia di informazione Prima. Negli ultimi dieci anni ha lavorato, in vari modi, per diversi organi giornalistici e siti tra cui il quotidiano Novaya gazeta, il sito web Yezhednevny Zhurnal e i servizi russi di Radio France Internationale e Radio Free Europe/Radio Liberty.

## Biografia
Aleksandr Podrabinek è nato l'8 agosto 1953 a Elektrostal, una grande città di provincia nella regione di Mosca, dove i suoi genitori si erano trasferiti da Mosca all'inizio degli anni '50, per evitare la campagna contro i "cosmopoliti senza radici", come venivano definiti gli ebrei.
Lui e il fratello minore Kirill furono cresciuti lì dal padre Pinchos, ebreo.
La madre morì poco dopo. Alle scuole superiori, all'età di dieci anni, si unirono ai Giovani Pionieri, ma in seguito Aleksandr e Kirill non fecero domanda per entrare nel Komsomol, gli unici due non iscritti nelle rispettive classi: l'unica spiegazione che la direzione scolastica riuscì a trovare fu che fossero battisti o nemici aperti del regime.
Aleksandr si iscrisse al Dipartimento di Farmacologia di un istituto medico nel 1970 e lavorò come assistente in un laboratorio di biologia presso l'Università Statale di Medicina e Odontoiatria di Mosca. Dal 1971 al 1974 Aleksandr studiò presso un istituto per personale medico ausiliario e ottenne l'abilitazione come paramedico. In seguito lavorò nel servizio di ambulanza di Mosca.

## Dissenso sotto Brežnev e Gorbaciov
Per motivi politici, a Podrabinek fu negato l'accesso alla facoltà di medicina e, all'età di 20 anni, iniziò a lavorare per il servizio di ambulanza. In giovane età, Podrabinek entrò in contatto con i circoli dissidenti di Mosca e cominciò a prendere parte alle loro attività. Suo padre, medico, figlio di un "nemico del popolo" fucilato dall'NKVD nel 1937, non lo scoraggiò.
Dopo aver letto gli appunti che il poeta dissidente Vladimir Gershuni aveva fatto uscire di nascosto dall'ospedale psichiatrico speciale di Orël, Aleksandr si interessò all'abuso politico della psichiatria nel URSS. Presto divenne redattore collaboratore della Chronicle of Current Events (1968-1982),, occupandosi di questioni psichiatriche.
Nel gennaio 1977, si recò anche in Siberia come corriere per il Fondo di Soccorso (Solženicyn), consegnando denaro alle famiglie bisognose dei prigionieri politici, detenuti nei campi o costretti all'esilio.

### Psichiatria punitiva
Il 5 gennaio 1977, Podrabinek istituì la Commissione di lavoro per indagare sull'uso della psichiatria a fini politici. Inizialmente la Commissione era composta da altri tre membri (Vyacheslav Bakhmin, Irina Kaplun e Felix Serebrov) e il suo psichiatra consulente era A.A. Voloshanovich.

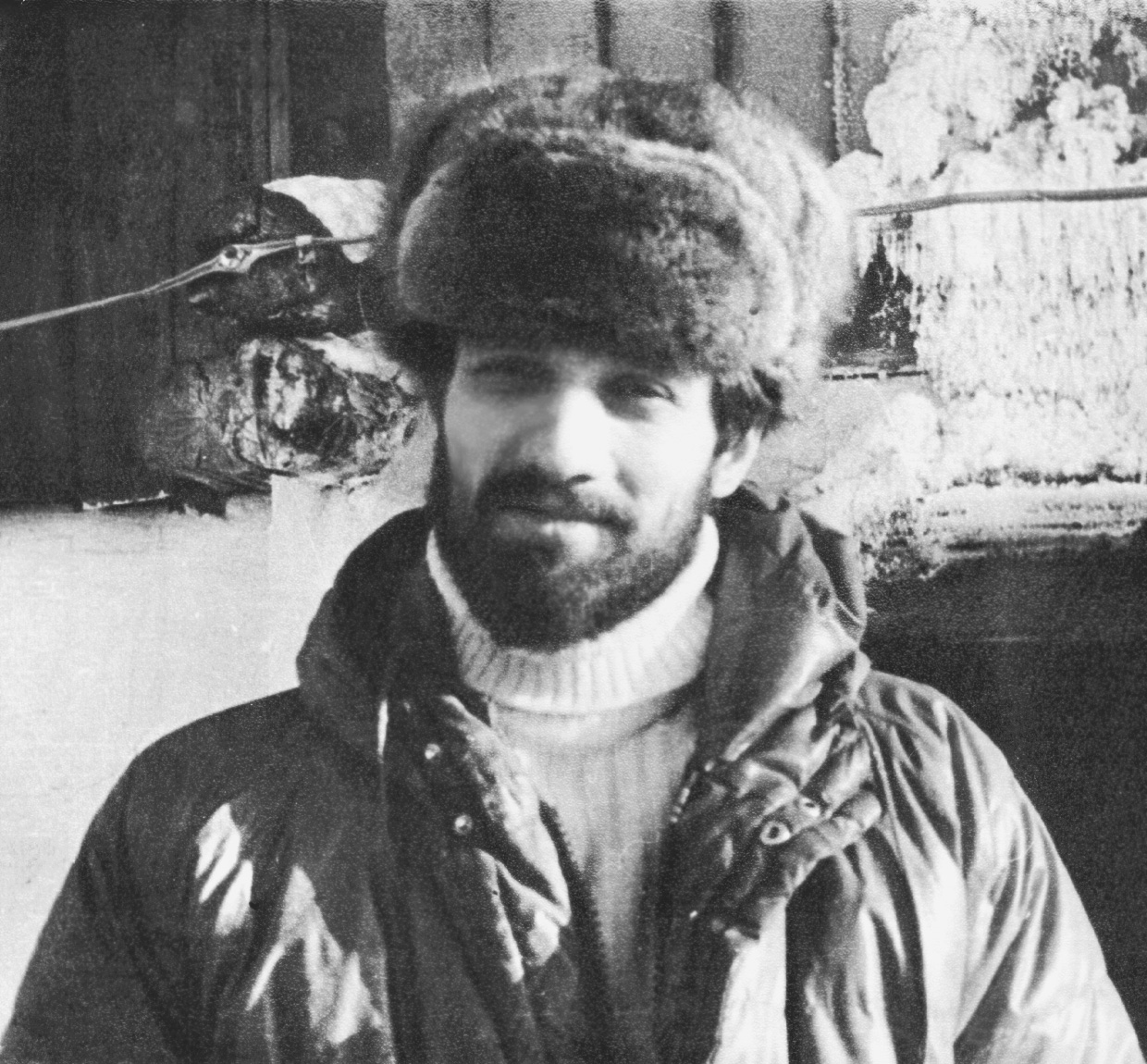
Podrabinek nel 1980

Nel 1977, Podrabinek pubblicò Medicina punitiva [Карательная медицина], l'edizione russa del suo libro sull'abuso sistematico della psichiatria per scopi politici nell'URSS. Nel dicembre 1977, il KGB si rivolse al padre di Podrabinek, Pinchos, e minacciò di arrestare e imprigionare entrambi i suoi figli (Kirill soffriva di tubercolosi) se tutti e tre non avessero accettato di emigrare in Israele. In un saggio diffuso in samizdat, Kirill aveva criticato il trattamento dei coscritti nell'esercito sovietico. Discutevano della loro situazione con altri dissidenti, in particolare Tatyana Velikanova, nell'appartamento di Andrej Sakharov, La moglie di Sakharov, Elena Bonner, esortò i tre a cogliere l'occasione per lasciare l'URSS. Aleksandr, sostenuto da Velikanova, respinse la proposta e in seguito tenne una conferenza stampa a casa di Sakharov, affermando pubblicamente il suo rifiuto di cedere a tale ricatto.
Il 15 agosto 1978, Alexander Podrabinek fu condannato per "calunnia antisovietica", condannato a cinque anni di "esilio interno", e fu prima trasportato nella regione di Irkutsk, in Siberia (suo fratello Kirill, nel frattempo, fu condannato per possesso di un'arma offensiva e fu mandato in un campo per criminali comuni). Dopo la pubblicazione dell'edizione inglese di Medicina punitiva, Podrabinek fu nuovamente accusato di reati politici - era stato allora esiliato in Yakutia nell'Estremo Oriente sovietico - e al suo processo a Ust-Nera il 6 gennaio 1981, fu condannato a tre anni in un campo di lavoro correttivo locale. In prigione fu mandato in isolamento alcune volte e contrasse la tubercolosi.

### Liberazione e ritorno
Nell'autunno del 1986, spinti dallo sciopero della fame di Anatolij Marchenko nella prigione di Chistopol, Podrabinek, la dissidente veterana Larisa Bogoraz e l'avvocato Sophia Kalistratova lanciarono una campagna per la liberazione di centinaia di prigionieri politici dell'Unione Sovietica.
Inviarono lettere al presidium del Soviet Supremo dell'URSS e a Mikhail Gorbaciov, il nuovo leader del Partito Comunista dell'Unione Sovietica, chiedendo un'ampia amnistia ma non ottennero alcuna risposta.
Poi iniziarono a inviare le loro due lettere a eminenti membri dell'intellighenzia artistica e tecnica: a scrittori, poeti e artisti e a scienziati e studiosi. Il risultato fu scoraggiante, con notevoli eccezioni, ad esempio il famoso artista di anime Yury Norstein, pochissimi avrebbero firmato il documento. 
Fondò poi il settimanale samizdat Express Chronicle, apparso in russo e in inglese tra il 1987 e il 2000. Come primo organo di stampa non censurato nell'URSS, insieme al giornale Glasnost di Sergei Grigoryants, il Chronicle attirò l'interesse dei giornalisti occidentali a Mosca. La Cronaca circolava in cento grandi città sovietiche.
Nel marzo 1989, Alexander Podrabinek partecipò alla fondazione dell'Associazione Psichiatrica Indipendente della Russia.
È stato sposato, divorziando in seguito, e ha tre figli.

## Carriera giornalistica
Podrabinek iniziò a lavorare come giornalista durante gli anni di Gorbaciov. Dal 1987 al 2000 è stato caporedattore della rivista settimanale sui diritti umani Express Chronicle («Экспресс Хроника»). Nel 2000 è diventato caporedattore dell'agenzia di informazione Prima, specializzata in questioni relative ai diritti umani.
Nel 2004, Alexander Podrabinek si è impegnato nella distribuzione di Blowing up Russia: Terror from within, il libro di denuncia scritto da Alexander Litvinenko e Yuri Felshtinsky. Non riuscendo a trovare un editore in Russia, gli autori ne hanno stampato una prima bozza in Lettonia, con l'intenzione di distribuirla a Mosca. Il 29 dicembre 2003, tuttavia, unità del Ministero degli Interni russo e dell'FSB sequestrarono 4.376 copie del libro acquistato dall'agenzia di informazione Prima di Podrabinek. I libri avevano superato la dogana e venivano trasportati su camion dalla Lettonia a Mosca per essere venduti lì. Podrabinek fu convocato dall'FSB per essere interrogato il 28 gennaio 2004, ma si rifiutò di rispondere alle loro domande.
In alcuni articoli per Novaya Gazeta e commenti su Radio Liberty, Podrabinek ha espresso preoccupazione per il fatto che l'uso politico della psichiatria stesse riprendendo in Russia, e citò il ricovero forzato di Larisa Arap.
Nel 2009, Podrabinek fu preso di mira dal movimento giovanile Naši dopo aver scritto sul sito web Yezhednevny Zhurnal di un ristorante di Mosca di fronte all'Hotel "Soviet" che si era ribattezzato Ristorante "Anti-Sovietico" e aveva affisso un cartello. I funzionari locali hanno affermato che il titolo era offensivo per i "veterani dell'Armata Rossa" e dovrebbe essere rimosso".
Nel 2010 è stato multato 1.000 rubli (33 dollari) da risarcire al querelante, il veterano della Seconda Guerra Mondiale Viktor Semyonov, e ritrattare la seguente frase usata in un articolo online: "La vostra patria non è la Russia, ma l'Unione Sovietica. Il vostro Paese, grazie a Dio, non esiste più da 18 anni". Il pubblico ministero aveva chiesto per Podrabinek una multa di 500.000 rubli (circa 16.500 dollari).
All'inizio del 2014, una nuova legge ha consentito all'Agenzia di Vigilanza sulle Comunicazioni (o Rozkomnadzor) di bloccare i siti web Yezhednevny Zhurnal e Kasparov.ru. a cui Podrabinek collaborava.
Dal 2014, Podrabinek è conduttore del programma "Déjà vu" su Radio Liberty e i suoi articoli sono stati pubblicati dall'Istituto della Russia Moderna. La radio è considerata agente straniero e organizzazione indesiderabile in Russia. Scrive articoli anche su diversi altri siti come RightsInRussia e sulle sue pagine social network.

## Attivismo
Podrabinek è stato intervistato, parlando del suo passato di dissidente sovietico, in due documentari: Hanno scelto la libertà (2005) prodotto da Vladimir Kara-Murza e Parallels, Events, People (2013). I suoi contributi, passati e presenti, sono stati premiati nel 2015 con l'assegnazione della Medaglia Truman-Reagan della Libertà.
Podrabinek è rimasto una figura attiva e decisa dell'opposizione anche sotto i governi di Boris El'cin, Dmitrij Medvedev e Vladimir Putin.
Nel marzo 2006 Podrabinek fu brevemente arrestato a Minsk per il suo coinvolgimento in proteste pacifiche dell'opposizione bielorussa contro la rielezione del presidente bielorusso Alexander Lukashenko per il terzo mandato.
Nel 2008 sostenne la campagna per ottenere l'ammissione di Vladimir Bukovsky alle elezioni presidenziali ed entrò in Solidarnost. Il 3 giugno 2008 è diventato uno dei firmatari fondatori della Dichiarazione di Praga sulla coscienza europea e il comunismo.
Nel marzo 2010, Alexander Podrabinek firmò il manifesto online anti-Putin dell'opposizione russa "Putin deve andarsene" contro la rielezione del Presidente, allora temporaneamente premier.
Il 25 settembre 2013, tenne una protesta a sostegno di Nadezhda Tolokonnikova, membro del gruppo Pussy Riot, al tempo incarcerata.
Podrabinek intervenne anche sul conflitto russo-ucraino. Il 4 maggio 2016, Podrabinek pubblicò Una lettera aperta al Procuratore di Crimea, dopo l'annessione della Crimea alla Russia. Scrisse anche in favore di Nadija Savčenko, pilota ucraina sequestrata dai separatisti filorussi del Donbass e condannata in Russia per concorso in omicidio in un processo politico.
Nell'ottobre 2017, Podrabinek ha redatto e lanciato una petizione, invitando i cittadini russi a non sostenere l'ipocrisia delle autorità russe che, da un lato, hanno inaugurato l'imponente Muro del Dolore in memoria delle vittime dell'URSS, e dall'altro sono stati responsabili della ricomparsa di prigionieri di coscienza e prigionieri politici nella Russia post-sovietica. La petizione è stata firmata da molti ex dissidenti sovietici provenienti da Russia, Ucraina, Estonia, Armenia, Georgia, Stati Uniti e Francia.
Podrabinek ha rifiutato l'Ordine al merito della Repubblica di Polonia concesso a diversi dissidenti da Lech Kaczyński, in quanto gli accordi bilaterali prevedevano che il presidente russo concedesse l'approvazione, cosa che Podrabinek ritenne inaccettabile.
Si è dichiarato contrario all'invasione russa dell'Ucraina del 2022, difendendo i diritti di chi è stato arrestato per aver preso posizione pubblica contro il militarismo putinista e aver contrastato la guerra. Lui e Dmitrij Muratov sono rimasti i principali intellettuali indipendenti a piede libero in Russia.
Podrabinek ha testimoniato in favore di Vladimir Kara-Murza al suo processo e si occupa di diritti umani e politica nei suoi interventi, a volte suscitando polemiche vivaci anche con altri oppositori per la sua intransigenza o posizioni.

## Opere

### Libri
- (RU) Nekipelov, Viktor e Podrabinek Alexander, Из жёлтого безмолвия: Сборник воспоминаний и статей политзаключенных психиатрических [Dal silenzio giallo: la raccolta di memorie e articoli di prigionieri politici degli ospedali psichiatrici], Mosca, 1977.
- Podrabinek, Alexander, Medicina punitiva, Ann Arbor, Karoma Publishers, 1980, ISBN 978-0-89720-022-6. Testo russo: (RU) Podrabinek, Alexander [Александр Подрабинек], Карательная медицина [Medicina punitiva], New York, Издательство "Хроника" [Khronika Press], 1979. URL consultato l'11 settembre 2015 (archiviato dall'url originale il 22 giugno 2016).
- (RU) Подрабинек, Александр, Диссиденты [Dissidenti: tra prigione e libertà], Mosca, АСТ, 2014, ISBN 978-5-17-082401-4.

### Articoli
(in inglese, francese e russo)
- (FR) Podrabinek, Alexandre e Mathon, Tania, Déclaration finale [Final declaration], in Esprit, vol. 54, n. 6, giugno 1981,  pp. 127–145, JSTOR 24268683.
- Podrabinek, Alexander, La stampa sovietica ha un futuro?, in Indice sulla censura, vol. 19, n. 8, 1990,  pp. 2–3, DOI:10.1080/03064229008534912.
- (FR) Podrabinek, Alexandre, Libertà russa e tolleranza europea [Libertà russa ed europea tolleranza], in Revue Russe, vol. 33, n. 1, 2009,  pp. 17–23, DOI:10.3406/russe.2009.2381.
- (RU) Александр Подрабинек, Клеточников [Kletochnikov], in Zvezda, n. 2, 2014. URL consultato il 21 marzo 2014.